# Ruta Colonial 4

Localización de la Ruta Colonial 4 en la Indochina francesa.

El término Ruta Colonial 4 refiere a una carretera que unía las “posiciones erizo” (plazas fortificadas) levantadas por los franceses en las serranías del norte de Vietnam, cerca de la frontera con China.
En 1949, los franceses decidieron evacuar todo su personal de la parte norte de Vietnam y concentrarlo en el fértil y densamente poblado Delta del río Rojo; únicamente dejaron los fuertes de la Ruta colonial 4, con la intención de cortar los suministros llegados desde China para el Viet Minh. Las posiciones más importantes de la ruta eran Cao Bang, el más septentrional, Dong Khe, That Khe y Lang Son el más meridional.
La Ruta colonial 4 discurría por despeñaderos y gargantas, estaba rodeada por la jungla y contaba con unas 500 curvas. Todo ello la convertía en un terreno ideal para las emboscadas, hasta el punto de recibir el nombre de la route de la mort (la carretera de la muerte) por la cantidad de bajas que los franceses cosechaban en ella, más que en los ataques a los fuertes.
En 1950, las autoridades coloniales decidieron abandonarla; pero Vo Nguyen Giap supo de los planes franceses y ordenó atracar los fuertes centrales, consiguiendo la derrota francesa en la Batalla de Cao Bang.